# Антоније Сијски
Антоније Сијски (1477, село Кехта, Новгородска република -1556) - светитељ Руске православне цркве, јеромонах, оснивач и први игуман манастира Антоније-Сијевског. Помен се одржава 20. децембра (7. децембра по јулијанском календару).

## Живот
Рођен је 1478. године. На рођењу добио је име Андреј. Потицао је из породице имућног земљорадника у селу Кехта код Северне Двине, школовао се и учио иконопис. Изгубивши родитеље, дошао је у Новгород и ступио у службу локалног бојара. После пет година службе оженио се, али је годину дана касније остао удовац. После тога је одлучио да оде у манастир. Поделивши имање, дошао је на реку Кену у Пахомијеву испосницу на реци Кени и примио монашки постриг са именом Антоније. У манастиру је показао образац смирености и послушности; пре свих је одлазио у храм на молитву; упражњавао строго уздржање, и непрестано имао у срцу сећање на смрт и последњи суд. Након што је посвећен за јеромонаха, он је непропустљиво вршио богослужења, и неуморно обављао све манастирске послове. 
Склон самоћи, Антоније је заједно са двојицом монаха напустио пустињу и настанио се на реци Шелекс на Црним брзацима, где је провео 7 година док га мештани нису протерали. Након тога, Антоније се, већ са седам ученика, настанио на Великом Михајловском језеру уз реку Сију. На овом месту је 1520. године саградио капелу, а затим је формиран Сијски манастир. Антоније је постао његов први игуман, али је више пута напуштао манастир тражећи самоћу. 
Умро је 1556. године, у 79. години.
Канонизација Антонија за светитеља обављено је уз учешће игумана манастира Питирим и Антонијевог ученика, монаха Филотеја, који су се око овога спорили у Москви 1579. године. Филотеју припада и прва верзија Антонијевог житија, на основу које су написана житија монаха Јоне и царевића Ивана Ивановича.
Његове свете мошти почивају у његовом Сијском манастиру.